# 田口秋魚
田口秋魚（たぐち しゅうぎょ、1903年（明治36年）-1988年（昭和63年）1月24日）は、現在の秋田県仙北市角館町上新町生まれの画家。本名は田口徳蔵。

## 来歴
1926年（大正15年）荒川青亭に師事、1927年には上京して同郷の平福百穂の門に入り、1932年（昭和7年）には川端画学校に入学して日本画を学んだ。1933年10月30日の平福百穂の死に会した唯一の門人。百穂没後は吉田秋光に師事した。戦前在京中は童画を好み、三越百貨店で毎年ひらかれる童宝展に出品した。1937年（昭和12年）9月の日中戦争に応召したのち、満州・中国で約600枚の戦線スケッチをのこした。戦後は郷里角館に帰り、高等学校での美術指導や創作活動にたずさわった。1975年（昭和50年）より町立角館美術館（現･仙北市立平福記念角館美術館）の初代館長。天寧寺境内に筆塚がある。

## 関連事項
- 川端画学校
- 平福百穂